# 41è Festival Internacional de Cinema de Canes
El 41è Festival Internacional de Cinema de Canes es va dur a terme de l'11 al 23 de maig de 1988. La Palma d'Or fou atorgada a Pelle erobreren de Bille August.
El festival va obrir amb Le Grand Bleu, dirigida per Luc Besson i va tancar amb Willow, dirigida per Ron Howard.

## Jurat

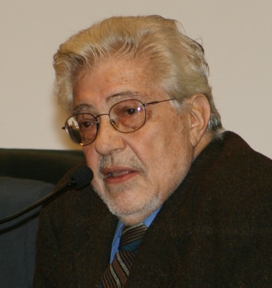
Ettore Scola, president del jurat de la competició principal

### Competició principal
Les següents persones foren nomenades per formar part del jurat de la competició principal en l'edició de 1988:
- Ettore Scola President
- Claude Berri
- David Robinson
- Yelena Safonova
- George Miller
- Hector Olivera
- Nastassja Kinski
- Philippe Sarde
- Robby Muller
- William Goldman - Goldman va reflectir la seva experiència al llibre Hype and Glory.[11]

### Càmera d'Or
Les següents persones foren nomenades per formar part del jurat de la Càmera d'Or de 1988:
- Danièle Delorme (actriu) (França) President
- Bernard Jubard
- Carlos Avellar (periodista)
- Chantal Calafato (cinèfil)
- David Streiff (cinèfil)
- Ekaterina Oproiu (periodista)
- Henry Chapier (crític) (França)
- Jacques Champreux (director) (França)

## Selecció oficial

### En competició – pel·lícules
Les següents pel·lícules competiren per la Palma d'Or:
- L'oeuvre au noir d'André Delvaux
- Bird de Clint Eastwood
- Os Canibais de Manoel de Oliveira
- Chocolat de Claire Denis
- El Dorado de Carlos Saura
- Drowning by Numbers de Peter Greenaway
- L'enfance de l'art de Francis Girod
- Hanussen d'István Szabó
- Hai zi wang de Chen Kaige
- Paura e amore de Margarethe von Trotta
- El Lute II: mañana seré libre de Vicente Aranda
- Miles from Home de Gary Sinise
- Pascali's Island de James Dearden
- Der Passagier - Welcome to Germany de Thomas Brasch
- Patty Hearst de Paul Schrader
- Pelle erobreren de Bille August
- The Navigator: A Medieval Odyssey de Vincent Ward
- AKrótki film o zabijaniu de Krzysztof Kieślowski
- Sur de Fernando Solanas
- A World Apart de Chris Menges
- Arashi ga oka de Yoshishige Yoshida

### Un Certain Regard
Les següents pel·lícules foren seleccionades per competir a Un Certain Regard:
- Sredi serykh kamney) de Kira Muratova
- Antarjali Jatra de Gautam Ghose
- Slučaj Harms de Slobodan D. Pesic
- Havinck de Frans Weisz
- Hôtel Terminus: The Life and Times of Klaus Barbie de Marcel Ophüls
- Domani accadrà de Daniele Luchetti
- Ved vejen de Max von Sydow
- Lamento de François Dupeyron
- La méridienne de Jean-François Amiguet
- Mapantsula d'Oliver Schmitz
- La maschera de Fiorella Infascelli
- Natalia de Bernard Cohn
- Gece Yolculuğu d'Ömer Kavur
- Na srebrnym globie de Andrzej Żuławski
- The Raggedy Rawney de Bob Hoskins
- Les Portes tournantes de Francis Mankiewicz
- Yuan nu de Fred Tan
- De sable et de sang de Jeanne Labrune
- A Song of Air de Merilee Bennett
- Yaldei Stalin de Nadav Levitan
- Vreme na nasilie de Ludmil Staikov
- Proc? de Karel Smyczek

### Pel·lícules fora de competició
Les següents pel·lícules foren seleccionades per ser projectades fora de competició:
- Le Grand Bleu de Luc Besson (exhibició especial)
- The Blue Iguana de John Lafia
- Dear America: Letters Home from Vietnam de Bill Couturié (exhibició especial)
- Histoires du cinéma de Jean-Luc Godard (exhibició especial)
- The Milagro Beanfield War de Robert Redford
- Willow de Ron Howard

### Curtmetratges en competició
Els següents curtmetratges competien per Palma d'Or al millor curtmetratge:
- Ab Ovo / Homoknyomok de Ferenc Cako
- Bukpytacy de Gary Bardine
- Cat & Mousse de David Lawson
- Chet's Romance de Bertrand Fevre
- Les Dômes du Plaisir de Maggie Fooke
- Out of Town de Norman Hull
- Pas-ta-shoot-ah de Maurizio Forestieri
- Pleasure Domes de Maggie Fooke
- Sculpture Physique de Yann Piquer, Jean Marie Maddeddu
- Super Freak de Gisela Ekholm, Per Ekholm

## Seccions paral·leles

### Setmana Internacional dels Crítics
Els següents llargmetratges van ser seleccionats per ser projectats per a la vint-i-setena Setmana de la Crítica (27e Semaine de la Critique):
Pel·lícules
- Begurebis gadaprena de Temur Babluani (URSSR)
- Dolunay de Sahin Kaygun (Turquia)
- Tokyo Pop de Fran Rubel Kuzui (EUA)
- Jing de Yalin Li (Xina)
- Testament de John Akomfrah (Gran Bretanya)
- Ekti Jiban de Raja Mitra (Índia)[14]
- Mon cher sujet d'Anne-Marie Miéville (França / Suïssa)

Curtmetratges
- La face cachée de la lune d'Yvon Marciano (França)
- Metropolis Apocalypse de Jon Jacobs (Gran Bretanya)[15]
- Artisten de Jonas Grimas (Suècia)
- Klatka d'Olaf Olszewski (Polònia)
- Cidadao Jatoba de Maria Luiza Aboïm (Brasil)
- Blues Black and White de Markus Imboden (Suïssa)

### Quinzena dels directors
Les següents pel·lícules foren exhibides en la Quinzena dels directors de 1988 (Quinzaine des Réalizateurs):
- Amerika, Terra Incognita de Diego Risquez
- Ni luo he nu er de Hou Hsiao-Hsien
- Die Venusfalle de Robert Van Ackeren
- Distant Voices, Still Lives de Terence Davies
- Ei de Danniel Danniel
- Herseye Ragmen de Orhan Oguz
- La Ligne de Chaleur d'Hubert-Yves Rose
- Légendes Vivantes de Nodar Managadzé
- Mars Froid d'Igor Minaiev
- Natal da Portela de Paulo Cezar Saraceni
- Noujoum A’nahar d'Oussama Mohammad
- Salaam Bombay! de Mira Nair
- Sarikat Sayfeya de Yousry Nasrallah
- Soursweet de Mike Newell
- Stormy Monday de Mike Figgis
- Romance Da Empregada de Bruno Barreto
- Tabataba de Raymond Rajaonarivelo
- The Suitors de Ghasem Ebrahimian

## Premis

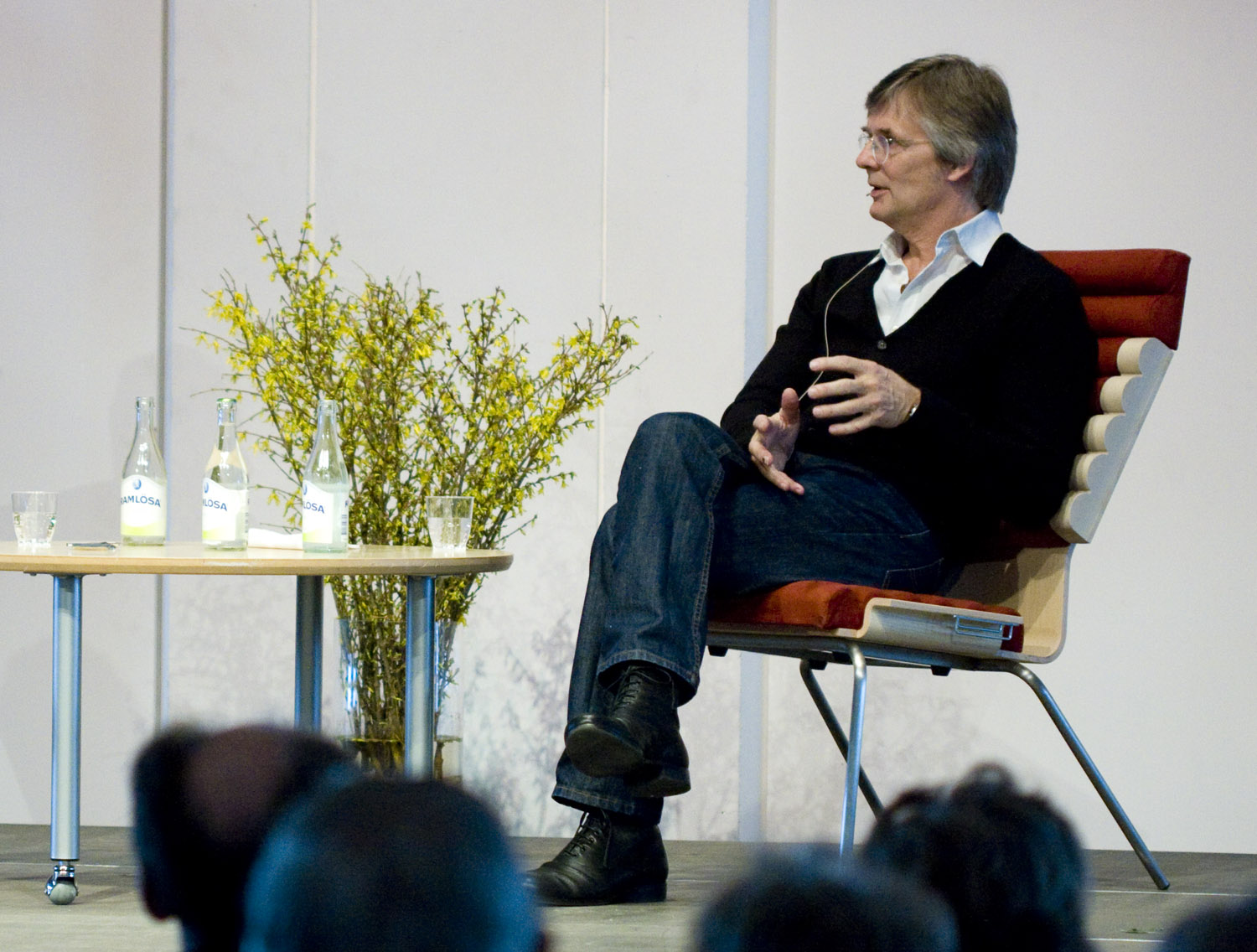
Bille August, guanyador de la Palma d'Or 1988

### Premis oficials
Els guardonats en les seccions oficials de 1988 foren:
- Palma d'Or: Pelle erobreren de Bille August
- Grand Prix: A World Apart de Chris Menges
- Millor director: Fernando Solanas per Sur
- Millor actriu: Barbara Hershey, Jodhi May i Linda Mvusi per A World Apart
- Millor actor: Forest Whitaker per Bird
- Millor contribució artística: Peter Greenaway per Drowning by Numbers
- Premi del Jurat: Krótki film o zabijaniu de Krzysztof Kieślowski

Càmera d'Or
- Caméra d'Or: Salaam Bombay! de Mira Nair

Curtmetratges
- Palma d'Or al millor curtmetratge: Vykrutasy de Garri Bardin
- Premi al curtmetratge d'animació: Ab Ovo / Homoknyomok de Ferenc Cako
- Premi al curtmetratge de ficció: Sculpture Physique de Yann Piquer, Jean Marie Maddeddu

### Premis independents
Premis FIPRESCI
- Krótki film o zabijaniu de Krzysztof Kieślowski (En competició)
- Hôtel Terminus de Marcel Ophüls (Un Certain Regard)
- Distant Voices, Still Lives de Terence Davies (Quinzena dels directors)

Commission Supérieure Technique
- Gran Premi Tècnic: Bird, per la qualitat de la banda sonora

Jurat Ecumènic
- Premi del Jurat Ecumènic: A World Apart de Chris Menges
- Jurat Ecumènic – Menció especial: Les Portes tournantes de Francis Mankiewicz[20]

Premi de la joventut
- Pel·lícula estrangera: Herseye Ragmen de Orhan Oguz
- Pel·lícula francesa: Mon cher sujet d'Anne-Marie Miéville

Altres premis
- Premi de l'Audència: Salaam Bombay! de Mira Nair

## Mèdia
- INA: Obertura del festival de Canes de 1988 (francès)
- INA: Llista de guanyadors del festival de 1988 (francès)